# Białoruś na Letnich Igrzyskach Olimpijskich 2016
Białoruś na Letnich Igrzyskach Olimpijskich 2016 – występ kadry sportowców reprezentujących Białoruś na igrzyskach olimpijskich w Rio de Janeiro. Reprezentacja liczyła 120 zawodników – 53 mężczyzn i 67 kobiet.
Był to szósty start reprezentacji Białorusi na letnich igrzyskach olimpijskich.

## Zdobyte medale
| Medal  | Zawodnik                                                                  | Dyscyplina           | Konkurencja                      | Rezultat                                                                           | Data        | Źródło               |
| ------ | ------------------------------------------------------------------------- | -------------------- | -------------------------------- | ---------------------------------------------------------------------------------- | ----------- | -------------------- |
| Złoto  | Uładzisłau Hanczarou                                                      | Gimnastyka           | skoki na trampolinie             | 61,745 pkt.                                                                        | 13 sierpnia | [ 2 ] [ 3 ]          |
| Srebro | Darja Naumawa                                                             | Podnoszenie ciężarów | waga do 75 kg                    | 258 kg                                                                             | 12 sierpnia | [ 4 ] [ 5 ] [ 6 ]    |
| Srebro | Wadzim Stralcou                                                           | Podnoszenie ciężarów | waga do 94 kg                    | 395 kg                                                                             | 13 sierpnia | [ 4 ] [ 7 ] [ 8 ]    |
| Srebro | Maryja Mamaszuk                                                           | Zapasy               | waga do 63 kg                    | W finale przegrała z reprezentantką Japonii Risako Kawai 0:6                       | 18 sierpnia | [ 9 ] [ 10 ] [ 11 ]  |
| Srebro | Iwan Cichan                                                               | Lekkoatletyka        | rzut młotem                      | 77,79                                                                              | 19 sierpnia | [ 12 ] [ 13 ] [ 14 ] |
| Brąz   | Alaksandra Hierasimienia                                                  | Pływanie             | 50 m stylem dowolnym             | 24,11                                                                              | 13 sierpnia | [ 15 ] [ 16 ] [ 17 ] |
| Brąz   | Dżawid Hamzatau                                                           | Zapasy               | waga do 85 kg w stylu klasycznym | W pojedynku o brązowy medal pokonał reprezentanta Bułgarii Nikołaja Bajrjakowa 4:1 | 15 sierpnia | [ 18 ] [ 19 ] [ 20 ] |
| Brąz   | Ibrahim Saidau                                                            | Zapasy               | waga do 125 kg w stylu wolnym    | W pojedynku o brązowy medal pokonał reprezentanta Armenii Lewana Berianidze 2:2    | 20 sierpnia | [ 21 ] [ 22 ] [ 23 ] |
| Brąz   | Marharyta Machniewa Nadzieja Lapieszka Wolha Chudzienka Maryna Litwinczuk | Kajakarstwo          | K-4 500 m                        | 1:36,908                                                                           | 20 sierpnia | [ 24 ] [ 25 ]        |

## Reprezentanci

### Boks
Mężczyźni
| Zawodnik            | Konkurencja     | 1/16              | 1/8                | Ćwierćfinał      | Półfinał         | Finał            | Finał   | Źródło               |
| Zawodnik            | Konkurencja     | Przeciwnik Wynik  | Przeciwnik Wynik   | Przeciwnik Wynik | Przeciwnik Wynik | Przeciwnik Wynik | Miejsce | Źródło               |
| ------------------- | --------------- | ----------------- | ------------------ | ---------------- | ---------------- | ---------------- | ------- | -------------------- |
| Dzmitryj Asanau     | waga kogucia    | García W 2-1      | Tsendbaatar P 1-2  | NQ               | NQ               | NQ               | 9.      | [ 26 ] [ 27 ] [ 28 ] |
| Pawieł Kastramin    | waga półśrednia | Adi P 1-2         | NQ                 | NQ               | NQ               | NQ               | 17.     | [ 29 ] [ 30 ] [ 31 ] |
| Michaił Dauhalawiec | waga półciężka  | Manfredonia W 2-1 | Nijazymbetow P 0-3 | NQ               | NQ               | NQ               | 9.      | [ 32 ] [ 33 ] [ 34 ] |

### Gimnastyka

#### Gimnastyka artystyczna
| Zawodniczka        | Konkurencja           | Eliminacje | Eliminacje | Eliminacje | Eliminacje | Eliminacje | Eliminacje | Finał    | Finał    | Finał    | Finał    | Finał  | Finał   | Źródło        |
| Zawodniczka        | Konkurencja           | Przyrząd   | Przyrząd   | Przyrząd   | Przyrząd   | Razem      | Miejsce    | Przyrząd | Przyrząd | Przyrząd | Przyrząd | Razem  | Miejsce | Źródło        |
| Zawodniczka        | Konkurencja           | H          | B          | C          | R          | Razem      | Miejsce    | H        | B        | C        | R        | Razem  | Miejsce | Źródło        |
| ------------------ | --------------------- | ---------- | ---------- | ---------- | ---------- | ---------- | ---------- | -------- | -------- | -------- | -------- | ------ | ------- | ------------- |
| Mielitina Staniuta | wielobój indywidualny | 17,733     | 17,733     | 17,200     | 17,466     | 70,132     | 9. Q       | 17,966   | 17,966   | 17,650   | 17,360   | 70,932 | 6.      | [ 35 ] [ 36 ] |
| Kaciaryna Hałkina  | wielobój indywidualny | 18,400     | 17,650     | 18,350     | 18,175     | 72,575     | 4. Q       | 18,200   | 18,250   | 16,633   | 18,050   | 71,133 | 5.      | [ 35 ] [ 36 ] |

| Zawodniczki                                                                         | Konkurencja      | Eliminacje | Eliminacje | Eliminacje | Eliminacje | Finał    | Finał    | Finał  | Finał   | Źródło        |
| Zawodniczki                                                                         | Konkurencja      | Przyrząd   | Przyrząd   | Razem      | Miejsce    | Przyrząd | Przyrząd | Razem  | Miejsce | Źródło        |
| Zawodniczki                                                                         | Konkurencja      | 5R         | 3C 2H      | Razem      | Miejsce    | 5R       | 3C 2H    | Razem  | Miejsce | Źródło        |
| ----------------------------------------------------------------------------------- | ---------------- | ---------- | ---------- | ---------- | ---------- | -------- | -------- | ------ | ------- | ------------- |
| Hanna Dudzienkowa Marija Kadobina Maryja Kaciak Walerija Piszczelina Arina Cycylina | zawody drużynowe | 17,583     | 17,850     | 35,433     | 3. Q       | 17,283   | 18,016   | 34,549 | 5.      | [ 37 ] [ 38 ] |

#### Gimnastyka sportowa
Mężczyźni
| Zawodnik           | Konkurencja           | Kwalifikacje | Kwalifikacje | Kwalifikacje | Kwalifikacje | Kwalifikacje | Kwalifikacje | Kwalifikacje | Kwalifikacje | Finał    | Finał    | Finał    | Finał    | Finał    | Finał    | Finał  | Finał   | Źródło        |
| Zawodnik           | Konkurencja           | Przyrząd     | Przyrząd     | Przyrząd     | Przyrząd     | Przyrząd     | Przyrząd     | Razem        | Miejsce      | Przyrząd | Przyrząd | Przyrząd | Przyrząd | Przyrząd | Przyrząd | Razem  | Miejsce | Źródło        |
| Zawodnik           | Konkurencja           | F            | PH           | R            | V            | PB           | HB           | Razem        | Miejsce      | F        | PH       | R        | V        | PB       | HB       | Razem  | Miejsce | Źródło        |
| ------------------ | --------------------- | ------------ | ------------ | ------------ | ------------ | ------------ | ------------ | ------------ | ------------ | -------- | -------- | -------- | -------- | -------- | -------- | ------ | ------- | ------------- |
| Andriej Lichowicki | wielobój indywidualny | 14,200       | 15,233       | 13,866       | 13,966       | 14,900       | 14,600       | 86,765       | 16. Q        | 14,300   | 15,033   | 13,933   | 14,033   | 14,966   | 14,366   | 86,631 | 18.     | [ 39 ] [ 40 ] |

Kobiety
| Zawodniczka   | Konkurencja           | Kwalifikacje | Kwalifikacje | Kwalifikacje | Kwalifikacje | Kwalifikacje | Kwalifikacje | Finał    | Finał    | Finał    | Finał    | Finał | Finał   | Źródło        |
| Zawodniczka   | Konkurencja           | Przyrząd     | Przyrząd     | Przyrząd     | Przyrząd     | Razem        | Miejsce      | Przyrząd | Przyrząd | Przyrząd | Przyrząd | Razem | Miejsce | Źródło        |
| Zawodniczka   | Konkurencja           | V            | UB           | BB           | F            | Razem        | Miejsce      | V        | UB       | BB       | F        | Razem | Miejsce | Źródło        |
| ------------- | --------------------- | ------------ | ------------ | ------------ | ------------ | ------------ | ------------ | -------- | -------- | -------- | -------- | ----- | ------- | ------------- |
| Kylie Dickson | wielobój indywidualny | 13,866       | 12,833       | 10,333       | 10,766       | 47,798       | 58.          | NQ       | NQ       | NQ       | NQ       | NQ    | NQ      | [ 41 ] [ 42 ] |

#### Skoki na trampolinie
Mężczyźni
| Zawodnik             | Konkurencja   | Kwalifikacje      | Kwalifikacje  | Kwalifikacje | Kwalifikacje | Finał    | Finał     | Finał  | Finał  | Finał   | Źródło        |
| Zawodnik             | Konkurencja   | Układ obowiązkowy | Układ dowolny | Razem        | Miejsce      | Trudność | Wykonanie | Lot    | Razem  | Miejsce | Źródło        |
| -------------------- | ------------- | ----------------- | ------------- | ------------ | ------------ | -------- | --------- | ------ | ------ | ------- | ------------- |
| Uładzisłau Hanczarou | indywidualnie | 50,630            | 60,460        | 111,090      | 2. Q         | 17,300   | 26,400    | 18,045 | 61,745 | 1.      | [ 43 ] [ 44 ] |

Kobiety
| Zawodniczka        | Konkurencja   | Kwalifikacje      | Kwalifikacje  | Kwalifikacje | Kwalifikacje | Finał    | Finał     | Finał  | Finał  | Finał   | Źródło        |
| Zawodniczka        | Konkurencja   | Układ obowiązkowy | Układ dowolny | Razem        | Miejsce      | Trudność | Wykonanie | Lot    | Razem  | Miejsce | Źródło        |
| ------------------ | ------------- | ----------------- | ------------- | ------------ | ------------ | -------- | --------- | ------ | ------ | ------- | ------------- |
| Tacciana Piatrenia | indywidualnie | 47,850            | 56,665        | 104,15       | 1. Q         | 14,600   | 24,600    | 15,750 | 54,650 | 5.      | [ 45 ] [ 46 ] |
| Hanna Harczonak    | indywidualnie | 47,540            | 52,735        | 100,275      | 6. Q         | 1,500    | 2,400     | 1,800  | 5,700  | 8.      | [ 45 ] [ 46 ] |

### Judo
Mężczyźni
| Zawodnik          | Konkurencja | 1/32             | 1/16              | 1/8              | Ćwierćfinał      | Półfinał         | Repasaże         | Finał/BM         | Finał/BM | Źródło               |
| Zawodnik          | Konkurencja | Przeciwnik Wynik | Przeciwnik Wynik  | Przeciwnik Wynik | Przeciwnik Wynik | Przeciwnik Wynik | Przeciwnik Wynik | Przeciwnik Wynik | Pozycja  | Źródło               |
| ----------------- | ----------- | ---------------- | ----------------- | ---------------- | ---------------- | ---------------- | ---------------- | ---------------- | -------- | -------------------- |
| Dzmitryj Szerszań | - 66 kg     | BYE              | Sobirov P 000-001 | NQ               | NQ               | NQ               | NQ               | NQ               | NQ       | [ 47 ] [ 48 ] [ 49 ] |

Kobiety
| Zawodniczka    | Konkurencja | 1/16                | 1/8                 | Ćwierćfinał         | Półfinał            | Repasaż             | Finał/BM            | Finał/BM | Źródło               |
| Zawodniczka    | Konkurencja | Przeciwniczka Wynik | Przeciwniczka Wynik | Przeciwniczka Wynik | Przeciwniczka Wynik | Przeciwniczka Wynik | Przeciwniczka Wynik | Pozycja  | Źródło               |
| -------------- | ----------- | ------------------- | ------------------- | ------------------- | ------------------- | ------------------- | ------------------- | -------- | -------------------- |
| Darja Skrypnik | - 52 kg     | Kräh P 001-011      | NQ                  | NQ                  | NQ                  | NQ                  | NQ                  | NQ       | [ 47 ] [ 50 ] [ 51 ] |

### Kajakarstwo

#### Kajakarstwo klasyczne
Kobiety
| Zawodniczka                                                               | Konkurencje | Eliminacje | Eliminacje | Półfinał | Półfinał | Finał    | Finał   | Pozycja | Źródło               |
| Zawodniczka                                                               | Konkurencje | Czas       | Miejsce    | Czas     | Miejsce  | Czas     | Miejsce | Pozycja | Źródło               |
| ------------------------------------------------------------------------- | ----------- | ---------- | ---------- | -------- | -------- | -------- | ------- | ------- | -------------------- |
| Maryna Litwinczuk                                                         | K-1 500 m   | 1:53,966   | 2. SF A/B  | 1:55,641 | 1. FA    | 1:54,474 | 4.      | 4.      | [ 52 ] [ 53 ] [ 54 ] |
| Maryna Litwinczuk Nadzieja Lapieszka                                      | K-2 500 m   | 1:42,285   | 1. FA      | BYE      | BYE      | 1:46,967 | 6.      | 6.      | [ 55 ] [ 56 ] [ 54 ] |
| Marharyta Machniewa Nadzieja Lapieszka Wolha Chudzienka Maryna Litwinczuk | K-4 500 m   | 1:30,320   | 1. FA      | BYE      | BYE      | 1:36,908 | 3.      | 3.      | [ 24 ] [ 25 ] [ 54 ] |

### Kolarstwo

#### Kolarstwo szosowe
Mężczyźni
| Zawodnik          | Konkurencja                | Czas       | Miejsce | Źródło               |
| ----------------- | -------------------------- | ---------- | ------- | -------------------- |
| Wasil Kiryjenka   | wyścig ze startu wspólnego | DNF        | DNF     | [ 57 ] [ 58 ] [ 59 ] |
| Wasil Kiryjenka   | jazda indywidualna na czas | 1:16:05,70 | 17.     | [ 57 ] [ 60 ] [ 61 ] |
| Kanstancin Siucou | wyścig ze startu wspólnego | 6:30:05    | 49.     | [ 57 ] [ 58 ] [ 59 ] |
| Kanstancin Siucou | jazda indywidualna na czas | 1:18:58,75 | 25.     | [ 57 ] [ 60 ] [ 61 ] |

Kobiety
| Zawodniczka     | Konkurencja                | Czas     | Miejsce | Źródło               |
| --------------- | -------------------------- | -------- | ------- | -------------------- |
| Alena Amialusik | wyścig ze startu wspólnego | 3:53:37  | 13.     | [ 62 ] [ 63 ] [ 64 ] |
| Alena Amialusik | jazda indywidualna na czas | 46:05,73 | 11.     | [ 57 ] [ 65 ] [ 66 ] |

#### Kolarstwo torowe
Omnium
| Zawodnik           | Konkurencja | Okrążenie start lotny | Okrążenie start lotny | Okrążenie start lotny | Wyścig punktowy | Wyścig punktowy | Wyścig eliminacyjny | Wyścig eliminacyjny | Wyścig na dochodzenie | Wyścig na dochodzenie | Wyścig na dochodzenie | Scratch | Scratch | Wyścig czasowy | Wyścig czasowy | Wyścig czasowy | Suma punktów | Pozycja | Źródło               |
| Zawodnik           | Konkurencja | Czas                  | M.                    | Pkt.                  | Pkt.            | M.              | Pkt.                | Miejsce             | Czas                  | Miejsce               | Pkt.                  | M.      | Pkt.    | Czas           | M.             | Pkt.           | Suma punktów | Pozycja | Źródło               |
| ------------------ | ----------- | --------------------- | --------------------- | --------------------- | --------------- | --------------- | ------------------- | ------------------- | --------------------- | --------------------- | --------------------- | ------- | ------- | -------------- | -------------- | -------------- | ------------ | ------- | -------------------- |
| Tacciana Szarakowa | kobiety     | 14,564                | 13.                   | 16                    | 50              | 4.              | 28                  | 7.                  | 4:37,204              | 10.                   | 22                    | 1.      | 40      | 37,007         | 17.            | 8              | 164          | 9.      | [ 67 ] [ 68 ] [ 69 ] |

### Koszykówka

#### Turniej kobiet
- Reprezentacja kobiet

Trener: Anatolij Bujalski
| - Maryja Papowa - Alaksandra Tarasawa - Kaciaryna Snycina - Tacciana Lichtarowicz - Wolha Ziuźkowa - Anastasija Wieramiejenka |  | - Jelena Leuczanka - Lindsey Harding - Tatjana Troina - Natalija Trafimawa - Maryja Fiłonczyk - Julija Rycikawa |

Źródło:
Grupa A
| Miejsce | Drużyna   | Mecze | Punkty | Zwyc. | Por. | Kosze   |
| ------- | --------- | ----- | ------ | ----- | ---- | ------- |
| 1       | Australia | 5     | 10     | 5     | 0    | 400-345 |
| 2       | Francja   | 5     | 8      | 3     | 2    | 344-343 |
| 3       | Turcja    | 5     | 8      | 3     | 2    | 324-325 |
| 4       | Japonia   | 5     | 8      | 3     | 2    | 386-378 |
| 5       | Białoruś  | 5     | 6      | 1     | 4    | 347-361 |
| 6       | Brazylia  | 5     | 5      | 0     | 5    | 335-384 |

| 6 sierpnia 201619:45 | Białoruś                                          | 73:77(21:26, 19:15, 20:19, 13:17) | Japonia                                   | Youth Arena, Rio de Janeiro Widzów: 2 586 Sędzia: - Damir Javor - Chahinaz Boussetta - Hwang In-tae |
| 6 sierpnia 201619:45 | Pkt:Leuczanka 15 Zb:Wieramiejenka 10 As:Harding 5 | 73:77(21:26, 19:15, 20:19, 13:17) | Pkt:Kurihara 20 Zb:Yoshida 9 As:Yoshida 8 | Youth Arena, Rio de Janeiro Widzów: 2 586 Sędzia: - Damir Javor - Chahinaz Boussetta - Hwang In-tae |

| 7 sierpnia 201619:45 | Francja                               | 73:72(14:22, 20:20, 18:11, 21:9) | Białoruś                                         | Youth Arena, Rio de Janeiro Widzów: 2 075 Sędzia: - Ferdinand Pascual - Duan Zhu - Vaughan Mayberry |
| 7 sierpnia 201619:45 | Pkt:Époupa 16 Zb:Michel 8 As:Époupa 5 | 73:72(14:22, 20:20, 18:11, 21:9) | Pkt:Lichtarowicz 16 Zb:Leuczanka 13 As:Harding 8 | Youth Arena, Rio de Janeiro Widzów: 2 075 Sędzia: - Ferdinand Pascual - Duan Zhu - Vaughan Mayberry |

| 9 sierpnia 201615:30 | Brazylia                                  | 63:65(28:15, 12:19, 10:15, 13:15) | Białoruś                                                 | Youth Arena, Rio de Janeiro Widzów: 2 075 Sędzia: - Sreten Radović - Natalia Cuello - Leandro Lezcano |
| 9 sierpnia 201615:30 | Pkt:Dantas 23 Zb:dos Santos 11 As:Pinto 4 | 63:65(28:15, 12:19, 10:15, 13:15) | Pkt:Troina 18 Zb:Leuczanka, Wieramiejenka 6 As:Harding 6 | Youth Arena, Rio de Janeiro Widzów: 2 075 Sędzia: - Sreten Radović - Natalia Cuello - Leandro Lezcano |

| 11 sierpnia 201612:15 | Białoruś                                          | 71:74(19:13, 14:20, 21:24, 17:17) | Turcja                                    | Youth Arena, Rio de Janeiro Widzów: 1 784 Sędzia: - Carlos Peruga - Hwang In-tae - Carlos Júlio |
| 11 sierpnia 201612:15 | Pkt:Harding 17 Zb:Leuczanka 10 As:Wieramiejenka 7 | 71:74(19:13, 14:20, 21:24, 17:17) | Pkt:Yılmaz 26 Zb:Sanders 11 As:Vardarlı 7 | Youth Arena, Rio de Janeiro Widzów: 1 784 Sędzia: - Carlos Peruga - Hwang In-tae - Carlos Júlio |

| 13 sierpnia 201612:15 | Australia                              | 74:66(22:25, 14:14, 16:20, 22:7) | Białoruś                                                   | Youth Arena, Rio de Janeiro Widzów: 3 081 Sędzia: - Karen Lasuik - Duan Zhu - Nadege Zouzou |
| 13 sierpnia 201612:15 | Pkt:Cambage 17 Zb:Cambage 9 As:Lavey 6 | 74:66(22:25, 14:14, 16:20, 22:7) | Pkt:Harding 16 Zb:Leuczanka 7 As:Lichtarowicz, Leuczanka 4 | Youth Arena, Rio de Janeiro Widzów: 3 081 Sędzia: - Karen Lasuik - Duan Zhu - Nadege Zouzou |

### Lekkoatletyka
Mężczyźni
| Zawodnik            | Konkurencja   | Finał   | Finał   | Źródło               |
| Zawodnik            | Konkurencja   | Wynik   | Miejsce | Źródło               |
| ------------------- | ------------- | ------- | ------- | -------------------- |
| Uładzisłau Pramau   | maraton       | 2:22:48 | 83.     | [ 76 ] [ 77 ] [ 78 ] |
| Sciapan Rahaucou    | maraton       | 2:20:34 | 69.     | [ 76 ] [ 77 ] [ 78 ] |
| Alaksandr Lachowicz | chód na 20 km | 1:25:04 | 43.     | [ 79 ] [ 80 ] [ 81 ] |
| Dzianis Simanowicz  | chód na 20 km | DNF     | DNF     | [ 79 ] [ 80 ] [ 81 ] |
| Iwan Trocki         | chód na 50 km | DNF     | DNF     | [ 82 ] [ 83 ] [ 84 ] |

| Zawodnik               | Konkurencja | Eliminacje | Eliminacje | Finał    | Finał   | Źródło               |
| Zawodnik               | Konkurencja | Rezultat   | Miejsce    | Rezultat | Miejsce | Źródło               |
| ---------------------- | ----------- | ---------- | ---------- | -------- | ------- | -------------------- |
| Kanstancin Baryczeuski | skok w dal  | 7,67       | 23.        | NQ       | NQ      | [ 85 ] [ 86 ] [ 87 ] |
| Dzmitryj Płatnicki     | trójskok    | 16,52      | 19.        | NQ       | NQ      | [ 88 ] [ 89 ] [ 90 ] |
| Maksim Niasciarenka    | trójskok    | 16,52      | 20.        | NQ       | NQ      | [ 88 ] [ 89 ] [ 90 ] |
| Arciom Bandarenka      | trójskok    | 15,43      | 37.        | NQ       | NQ      | [ 88 ] [ 89 ] [ 90 ] |
| Andrej Czuryła         | skok wzwyż  | 2,22       | 30.        | NQ       | NQ      | [ 91 ] [ 92 ] [ 93 ] |
| Dzmitryj Nabokau       | skok wzwyż  | 2,17       | 43.        | NQ       | NQ      | [ 91 ] [ 92 ] [ 93 ] |
| Siarhiej Kałamojec     | rzut młotem | 74,29      | 8. q       | 74,22    | 9.      | [ 12 ] [ 13 ] [ 14 ] |
| Pawieł Barejsza        | rzut młotem | 73,33      | 13.        | NQ       | NQ      | [ 12 ] [ 13 ] [ 14 ] |
| Iwan Cichan            | rzut młotem | 76,51      | 2. Q       | 77,79    | 2.      | [ 12 ] [ 13 ] [ 14 ] |

Kobiety
| Zawodniczka           | Konkurencja                   | Eliminacje | Eliminacje | Półfinał | Półfinał | Finał   | Finał   | Źródło                  |
| Zawodniczka           | Konkurencja                   | Wynik      | Miejsce    | Wynik    | Miejsce  | Wynik   | Miejsce | Źródło                  |
| --------------------- | ----------------------------- | ---------- | ---------- | -------- | -------- | ------- | ------- | ----------------------- |
| Marina Arzamasowa     | bieg na 800 m                 | 1:58,44    | 2. Q       | 1:58,87  | 4. q     | 1:59,10 | 7.      | [ 94 ] [ 95 ] [ 96 ]    |
| Julija Karol          | bieg na 800 m                 | 2:01,09    | 33.        | NQ       | NQ       | NQ      | NQ      | [ 94 ] [ 95 ] [ 96 ]    |
| Alina Tałaj           | bieg na 100 m przez płotki    | 12,74      | 4. Q       | 13,66    | 21.      | NQ      | NQ      | [ 97 ] [ 98 ] [ 99 ]    |
| Jekatierina Popławska | bieg na 100 m przez płotki    | 13,45      | 43.        | NQ       | NQ       | NQ      | NQ      | [ 97 ] [ 98 ] [ 99 ]    |
| Kaciaryna Arciuch     | bieg na 400 m przez płotki    | 56,55      | 24.        | NQ       | NQ       | NQ      | NQ      | [ 100 ] [ 101 ] [ 102 ] |
| Swiatłana Kudzielicz  | bieg na 3000 m z przeszkodami | 9:32,93    | 22.        | —        | —        | NQ      | NQ      | [ 103 ] [ 104 ] [ 105 ] |
| Anastasija Puzakowa   | bieg na 3000 m z przeszkodami | 10:14,08   | 50.        | —        | —        | NQ      | NQ      | [ 103 ] [ 104 ] [ 105 ] |
| Wolha Mazuronak       | maraton                       | —          | —          | —        | —        | 2:24:48 | 5.      | [ 106 ] [ 107 ] [ 108 ] |
| Maryna Damancewicz    | maraton                       | —          | —          | —        | —        | 2:37:34 | 45.     | [ 106 ] [ 107 ] [ 108 ] |
| Nastassia Iwanowa     | maraton                       | —          | —          | —        | —        | DNF     | DNF     | [ 106 ] [ 107 ] [ 108 ] |
| Nastassia Jacewicz    | chód na 20 km                 | —          | —          | —        | —        | 1:32:53 | 17.     | [ 109 ] [ 110 ] [ 111 ] |

| Zawodniczka          | Konkurencja    | Eliminacje | Eliminacje | Finał    | Finał   | Źródło                  |
| Zawodniczka          | Konkurencja    | Rezultat   | Miejsce    | Rezultat | Miejsce | Źródło                  |
| -------------------- | -------------- | ---------- | ---------- | -------- | ------- | ----------------------- |
| Wolha Sudarawa       | skok w dal     | 6,29       | 25.        | NQ       | NQ      | [ 112 ] [ 113 ] [ 114 ] |
| Iryna Waśkouska      | trójskok       | 13,35      | 31.        | NQ       | NQ      | [ 115 ] [ 116 ] [ 117 ] |
| Natalla Wiatkina     | trójskok       | 13,25      | 35.        | NQ       | NQ      | [ 115 ] [ 116 ] [ 117 ] |
| Iryna Jakałcewicz    | skok o tyczce  | 4,15       | 34.        | NQ       | NQ      | [ 118 ] [ 119 ] [ 120 ] |
| Alena Abramczuk      | pchnięcie kulą | 17,78      | 11. q      | 17,37    | 11.     | [ 121 ] [ 122 ] [ 123 ] |
| Alona Dubicka        | pchnięcie kulą | 17,76      | 12. q      | 18,23    | 8.      | [ 121 ] [ 122 ] [ 123 ] |
| Julija Leanciuk      | pchnięcie kulą | 17,66      | 17.        | NQ       | NQ      | [ 121 ] [ 122 ] [ 123 ] |
| Hanna Małyszczyk     | rzut młotem    | 71,12      | 7. q       | 71,90    | 7.      | [ 124 ] [ 125 ] [ 126 ] |
| Alena Sobalewa       | rzut młotem    | 67,06      | 20.        | NQ       | NQ      | [ 124 ] [ 125 ] [ 126 ] |
| Tacciana Chaładowicz | rzut oszczepem | 63,78      | 5. Q       | 64,60    | 5.      | [ 127 ] [ 128 ] [ 129 ] |
| Tacciana Korż        | rzut oszczepem | 56,16      | 26.        | NQ       | NQ      | [ 127 ] [ 128 ] [ 129 ] |

### Łucznictwo
Mężczyźni
| Zawodnik       | Konkurencja   | Runda rankingowa | Runda rankingowa | 1/32             | 1/16             | 1/8              | Ćwierćfinał      | Półfinał         | Finał/BM         | Finał/BM | Źródło                  |
| Zawodnik       | Konkurencja   | Punkty           | Rozstawienie     | Przeciwnik Wynik | Przeciwnik Wynik | Przeciwnik Wynik | Przeciwnik Wynik | Przeciwnik Wynik | Przeciwnik Wynik | Pozycja  | Źródło                  |
| -------------- | ------------- | ---------------- | ---------------- | ---------------- | ---------------- | ---------------- | ---------------- | ---------------- | ---------------- | -------- | ----------------------- |
| Anton Prilepow | indywidualnie | 643              | 52.              | Soto P 5-6       | NQ               | NQ               | NQ               | NQ               | NQ               | 33.      | [ 130 ] [ 131 ] [ 132 ] |

### Pięciobój nowoczesny
| Zawodnik               | Konkurencja | Szermierka | Szermierka | Szermierka | Pływanie | Pływanie | Pływanie | Jazda konna | Jazda konna | Jazda konna | Kombinacja: strzelanie/bieg przełajowy | Kombinacja: strzelanie/bieg przełajowy | Kombinacja: strzelanie/bieg przełajowy | Suma punktów | Pozycja | Źródło          |
| Zawodnik               | Konkurencja | Wynik      | M.         | Punkty     | Czas     | M.       | Punkty   | Kary        | M.          | Punkty      | Czas                                   | M.                                     | Punkty                                 | Suma punktów | Pozycja | Źródło          |
| ---------------------- | ----------- | ---------- | ---------- | ---------- | -------- | -------- | -------- | ----------- | ----------- | ----------- | -------------------------------------- | -------------------------------------- | -------------------------------------- | ------------ | ------- | --------------- |
| Anastasija Prokopienko | kobiety     | 10-25      | 34.        | 162        | 2:25,69  | 35.      | 263      | 11          | 15.         | 289         | 12:12,98                               | 4.                                     | 558                                    | 1272         | 21.     | [ 133 ] [ 134 ] |

### Pływanie
Mężczyźni
| Zawodnik            | Konkurencja              | Eliminacje | Eliminacje | Półfinał | Półfinał | Finał | Finał   | Źródło          |
| Zawodnik            | Konkurencja              | Czas       | Miejsce    | Czas     | Miejsce  | Czas  | Miejsce | Źródło          |
| ------------------- | ------------------------ | ---------- | ---------- | -------- | -------- | ----- | ------- | --------------- |
| Jauhien Curkin      | 100 m stylem dowolnym    | 49,37      | 35.        | NQ       | NQ       | NQ    | NQ      | [ 135 ] [ 136 ] |
| Pawieł Sankowicz    | 100 m stylem motylkowym  | 53,00      | 28.        | NQ       | NQ       | NQ    | NQ      | [ 137 ] [ 138 ] |
| Jauhien Curkin      | 100 m stylem motylkowym  | 53,24      | 30.        | NQ       | NQ       | NQ    | NQ      | [ 137 ] [ 138 ] |
| Wiktar Stasiełowicz | 100 m stylem grzbietowym | 54,97      | 29.        | NQ       | NQ       | NQ    | NQ      | [ 139 ] [ 140 ] |
| Mikita Cmyh         | 100 m stylem grzbietowym | 55,68      | 32.        | NQ       | NQ       | NQ    | NQ      | [ 139 ] [ 140 ] |
| Mikita Cmyh         | 200 m stylem grzbietowym | 2:00,96    | 25.        | NQ       | NQ       | NQ    | NQ      | [ 141 ] [ 142 ] |

Kobiety
| Zawodniczka              | Konkurencja           | Eliminacje | Eliminacje | Półfinał | Półfinał | Finał | Finał   | Źródło                  |
| Zawodniczka              | Konkurencja           | Czas       | Miejsce    | Czas     | Miejsce  | Czas  | Miejsce | Źródło                  |
| ------------------------ | --------------------- | ---------- | ---------- | -------- | -------- | ----- | ------- | ----------------------- |
| Julija Chitra            | 50 m stylem dowolnym  | 25,18      | 27.        | NQ       | NQ       | NQ    | NQ      | [ 15 ] [ 16 ] [ 17 ]    |
| Alaksandra Hierasimienia | 50 m stylem dowolnym  | 24,42      | 3. Q       | 24,53    | 8. Q     | 24,11 | 3.      | [ 15 ] [ 16 ] [ 17 ]    |
| Alaksandra Hierasimienia | 100 m stylem dowolnym | 54,25      | 13. Q      | 54,34    | 13.      | NQ    | NQ      | [ 143 ] [ 144 ] [ 145 ] |

### Pływanie synchroniczne
| Zawodniczki                           | Konkurencja | Eliminacje       | Eliminacje       | Eliminacje    | Eliminacje    | Eliminacje | Eliminacje | Finał  | Finał   | Źródło          |
| Zawodniczki                           | Konkurencja | Runda techniczna | Runda techniczna | Runda dowolna | Runda dowolna | Razem      | Razem      | Finał  | Finał   | Źródło          |
| Zawodniczki                           | Konkurencja | Punkty           | Miejsce          | Punkty        | Miejsce       | Punkty     | Miejsce    | Punkty | Miejsce | Źródło          |
| ------------------------------------- | ----------- | ---------------- | ---------------- | ------------- | ------------- | ---------- | ---------- | ------ | ------- | --------------- |
| Iryna Limanouska Wieronika Jesipowicz | duety       | 78.9913          | 21.              | 79.0000       | 21.           | 157.9913   | 21.        | NQ     | NQ      | [ 146 ] [ 147 ] |

### Podnoszenie ciężarów
Mężczyźni
| Zawodnik            | Konkurencja | Rwanie | Rwanie  | Podrzut | Podrzut | Razem  | Pozycja | Źródło                |
| Zawodnik            | Konkurencja | Wynik  | Pozycja | Wynik   | Pozycja | Razem  | Pozycja | Źródło                |
| ------------------- | ----------- | ------ | ------- | ------- | ------- | ------ | ------- | --------------------- |
| Piotr Asajonak      | 85 kg       | 170 kg | =6.     | 207 kg  | 6.      | 377 kg | 6.      | [ 4 ] [ 148 ] [ 149 ] |
| Pawieł Chadasiewicz | 85 kg       | 170 kg | =6.     | 195 kg  | =9.     | 365 kg | 7.      | [ 4 ] [ 148 ] [ 149 ] |
| Wadzim Stralcou     | 94 kg       | 175 kg | 4.      | 220 kg  | 2.      | 395 kg | 2.      | [ 4 ] [ 7 ] [ 8 ]     |
| Alaksandr Biersanau | 94 kg       | 173 kg | =7.     | 208 kg  | 8.      | 381 kg | 8.      | [ 4 ] [ 7 ] [ 8 ]     |
| Alaksiej Mżaczyk    | + 105 kg    | 187 kg | =9.     | 224 kg  | 12.     | 411 kg | 12.     | [ 4 ] [ 150 ] [ 151 ] |

Kobiety
| Zawodniczka           | Konkurencja | Rwanie | Rwanie  | Podrzut | Podrzut | Razem  | Pozycja | Źródło                |
| Zawodniczka           | Konkurencja | Wynik  | Pozycja | Wynik   | Pozycja | Razem  | Pozycja | Źródło                |
| --------------------- | ----------- | ------ | ------- | ------- | ------- | ------ | ------- | --------------------- |
| Darja Paczabut        | 69 kg       | 105 kg | 8.      | 132 kg  | 7.      | 237 kg | 7.      | [ 4 ] [ 152 ] [ 153 ] |
| Anastasija Michalenka | 69 kg       | 103 kg | DNF     | –       | –       | –      | DNF     | [ 4 ] [ 152 ] [ 153 ] |
| Darja Naumawa         | 75 kg       | 116 kg | 2.      | 142 kg  | 2.      | 258 kg | 2.      | [ 4 ] [ 5 ] [ 6 ]     |

### Skoki do wody
Mężczyźni
| Zawodnik          | Konkurencja              | Eliminacje | Eliminacje | Półfinał | Półfinał | Finał  | Finał   | Źródło                  |
| Zawodnik          | Konkurencja              | Punkty     | Miejsce    | Punkty   | Miejsce  | Punkty | Miejsce | Źródło                  |
| ----------------- | ------------------------ | ---------- | ---------- | -------- | -------- | ------ | ------- | ----------------------- |
| Wadim Kaptur      | wieża 10 m indywidualnie | 353,85     | 24.        | NQ       | NQ       | NQ     | NQ      | [ 154 ] [ 155 ] [ 156 ] |
| Jauhienij Karalou | wieża 10 m indywidualnie | 347,80     | 26.        | NQ       | NQ       | NQ     | NQ      | [ 154 ] [ 155 ] [ 156 ] |

### Strzelectwo
Mężczyźni
| Zawodnik             | Konkurencja                               | Kwalifikacje | Kwalifikacje | Finał  | Finał   | Źródło                  |
| Zawodnik             | Konkurencja                               | Punkty       | Miejsce      | Punkty | Miejsce | Źródło                  |
| -------------------- | ----------------------------------------- | ------------ | ------------ | ------ | ------- | ----------------------- |
| Witalij Bubnowicz    | karabin małokalibrowy leżąc, 50 m         | 626,2        | 4. Q         | 144,2  | 5.      | [ 157 ] [ 158 ] [ 159 ] |
| Witalij Bubnowicz    | karabin pneumatyczny, 10 m                | 622,9        | 17.          | NQ     | NQ      | [ 160 ] [ 161 ] [ 162 ] |
| Illa Czarhiejka      | karabin pneumatyczny, 10 m                | 525,5        | 8. Q         | 121,6  | 6.      | [ 160 ] [ 161 ] [ 162 ] |
| Illa Czarhiejka      | karabin małokalibrowy, trzy postawy, 50 m | 1166         | 31.          | NQ     | NQ      | [ 163 ] [ 164 ] [ 165 ] |
| Juryj Szczerbacewicz | karabin małokalibrowy, trzy postawy, 50 m | 1170         | 18.          | NQ     | NQ      | [ 163 ] [ 164 ] [ 165 ] |
| Juryj Szczerbacewicz | karabin małokalibrowy leżąc, 50 m         | 622,1        | 18.          | NQ     | NQ      | [ 157 ] [ 158 ] [ 159 ] |

Kobiety
| Zawodniczka      | Konkurencja                 | Kwalifikacje | Kwalifikacje | Półfinał | Półfinał | Finał  | Finał   | Źródło                  |
| Zawodniczka      | Konkurencja                 | Punkty       | Miejsce      | Punkty   | Miejsce  | Punkty | Miejsce | Źródło                  |
| ---------------- | --------------------------- | ------------ | ------------ | -------- | -------- | ------ | ------- | ----------------------- |
| Wiktorija Czajka | pistolet pneumatyczny, 10 m | 380          | 16.          | —        | —        | NQ     | NQ      | [ 166 ] [ 167 ] [ 168 ] |
| Wiktorija Czajka | pistolet sportowy, 25 m     | 575          | 24.          | NQ       | NQ       | NQ     | NQ      | [ 169 ] [ 170 ] [ 171 ] |

### Szermierka
Mężczyźni
| Zawodnik             | Konkurencja          | 1/16                | 1/8              | Ćwierćfinał      | Półfinał         | Finał/BM         | Finał/BM | Źródło                  |
| Zawodnik             | Konkurencja          | Przeciwnik Wynik    | Przeciwnik Wynik | Przeciwnik Wynik | Przeciwnik Wynik | Przeciwnik Wynik | Pozycja  | Źródło                  |
| -------------------- | -------------------- | ------------------- | ---------------- | ---------------- | ---------------- | ---------------- | -------- | ----------------------- |
| Alaksandr Bujkiewicz | szabla indywidualnie | Polossifakis W 15-6 | Szilágyi P 12-15 | NQ               | NQ               | NQ               | NQ       | [ 172 ] [ 173 ] [ 174 ] |

### Taekwondo
Mężczyźni
| Zawodnik             | Konkurencja | 1/16             | Ćwierćfinał      | Półfinał         | Repasaż          | Finał/BM         | Finał/BM | Źródło                  |
| Zawodnik             | Konkurencja | Przeciwnik Wynik | Przeciwnik Wynik | Przeciwnik Wynik | Przeciwnik Wynik | Przeciwnik Wynik | Pozycja  | Źródło                  |
| -------------------- | ----------- | ---------------- | ---------------- | ---------------- | ---------------- | ---------------- | -------- | ----------------------- |
| Arman-Marshall Silla | + 80 kg     | Cha D-m P DSQ    | NQ               | NQ               | NQ               | NQ               | DSQ      | [ 175 ] [ 176 ] [ 177 ] |

### Tenis stołowy
Mężczyźni
| Zawodnik          | Konkurencja | Eliminacje       | Runda 1          | Runda 2          | Runda 3          | Runda 4          | Ćwierćfinały     | Półfinały        | Finał/BM         | Finał/BM | Źródło                  |
| Zawodnik          | Konkurencja | Przeciwnik Wynik | Przeciwnik Wynik | Przeciwnik Wynik | Przeciwnik Wynik | Przeciwnik Wynik | Przeciwnik Wynik | Przeciwnik Wynik | Przeciwnik Wynik | Pozycja  | Źródło                  |
| ----------------- | ----------- | ---------------- | ---------------- | ---------------- | ---------------- | ---------------- | ---------------- | ---------------- | ---------------- | -------- | ----------------------- |
| Władimir Samsonow | singel      | BYE              | BYE              | BYE              | Karlsson W 4-2   | Drinkhall P 4-2  | Ovtcharov W 4-2  | Zhang P 1-4      | Mizutani P 1-4   | 4.       | [ 178 ] [ 179 ] [ 180 ] |

Kobiety
| Zawodniczka          | Konkurencja | Eliminacje          | Runda 1             | Runda 2             | Runda 3             | Runda 4             | Ćwierćfinały        | Półfinały           | Finał/BM            | Finał/BM | Źródło                  |
| Zawodniczka          | Konkurencja | Przeciwniczka Wynik | Przeciwniczka Wynik | Przeciwniczka Wynik | Przeciwniczka Wynik | Przeciwniczka Wynik | Przeciwniczka Wynik | Przeciwniczka Wynik | Przeciwniczka Wynik | Pozycja  | Źródło                  |
| -------------------- | ----------- | ------------------- | ------------------- | ------------------- | ------------------- | ------------------- | ------------------- | ------------------- | ------------------- | -------- | ----------------------- |
| Alеksandra Priwałowa | singel      | BYE                 | Meshref W 4-3       | Chen S-y P 2-4      | NQ                  | NQ                  | NQ                  | NQ                  | NQ                  | NQ       | [ 181 ] [ 182 ] [ 183 ] |
| Wiktorija Pawłowicz  | singel      | BYE                 | Edem W 4-1          | Michaiłowa W 4-2    | Cheng I-c P 3-4     | NQ                  | NQ                  | NQ                  | NQ                  | NQ       | [ 181 ] [ 182 ] [ 183 ] |

### Tenis ziemny
Mężczyźni
| Zawodnicy                 | Konkurencja  | 1/16                        | 1/8               | Ćwierćfinał       | Półfinał          | Finał/BM          | Finał/BM | Źródło                  |
| Zawodnicy                 | Konkurencja  | Przeciwnicy Wynik           | Przeciwnicy Wynik | Przeciwnicy Wynik | Przeciwnicy Wynik | Przeciwnicy Wynik | Pozycja  | Źródło                  |
| ------------------------- | ------------ | --------------------------- | ----------------- | ----------------- | ----------------- | ----------------- | -------- | ----------------------- |
| Alaksandr Bury Maks Mirny | gra podwójna | Marach Peya P 6:7(4:7), 5:7 | NQ                | NQ                | NQ                | NQ                | NQ       | [ 184 ] [ 185 ] [ 186 ] |

### Wioślarstwo
Mężczyźni
| Zawodnik                                                  | Konkurencja          | Eliminacje | Eliminacje | Repasaże | Repasaże | Ćwierćfinał | Ćwierćfinał | Półfinał | Półfinał | Finał   | Finał   | Pozycja | Źródło                  |
| Zawodnik                                                  | Konkurencja          | Czas       | Miejsce    | Czas     | Miejsce  | Czas        | Miejsce     | Czas     | Miejsce  | Czas    | Miejsce | Pozycja | Źródło                  |
| --------------------------------------------------------- | -------------------- | ---------- | ---------- | -------- | -------- | ----------- | ----------- | -------- | -------- | ------- | ------- | ------- | ----------------------- |
| Stanisłau Szczarbaczenia                                  | jedynka              | 7:11,49    | 2. QF      | BYE      | BYE      | 6:55,19     | 3. S A/B    | 7:06,69  | 2. FA    | 6:48,78 | 5.      | 5.      | [ 187 ] [ 188 ] [ 189 ] |
| Wadzim Lalin Dzianis Mihal Mikałaj Szarłap Ihar Paszewicz | czwórka bez sternika | 6:02,93    | 4. R       | 6:36,50  | 2. S A/B | —           | —           | 6:22,46  | 4. FB    | 6:00,57 | 3.      | 9.      | [ 190 ] [ 191 ] [ 192 ] |

Kobiety
| Zawodniczka                   | Konkurencja         | Eliminacje | Eliminacje | Ćwierćfinał | Ćwierćfinał | Repasaże | Repasaże | Półfinał | Półfinał | Finał   | Finał   | Pozycja | Źródło                  |
| Zawodniczka                   | Konkurencja         | Czas       | Miejsce    | Czas        | Miejsce     | Czas     | Miejsce  | Czas     | Miejsce  | Czas    | Miejsce | Pozycja | Źródło                  |
| ----------------------------- | ------------------- | ---------- | ---------- | ----------- | ----------- | -------- | -------- | -------- | -------- | ------- | ------- | ------- | ----------------------- |
| Jekatierina Karsten           | jedynka             | 8:21,21    | 2. QF      | BYE         | BYE         | 7:28,03  | 3. S A/B | 7:48,89  | 5. FB    | 7:25,03 | 2.      | 8.      | [ 193 ] [ 194 ] [ 195 ] |
| Alena Furman Ina Nikulina     | dwójka bez sternika | 7:35,23    | 5. R       | 8:07,16     | 6. FC       | BYE      | BYE      | —        | —        | 8:32,54 | 3.      | 15.     | [ 196 ] [ 197 ] [ 198 ] |
| Julija Biczyk Tacciana Kuchta | dwójka podwójna     | 7:22,22    | 3. SA/B    | BYE         | BYE         | —        | —        | 6:57,64  | 3. FB    | 7:40,48 | 2.      | 8.      | [ 199 ] [ 200 ] [ 201 ] |

### Zapasy
Mężczyźni
Styl wolny
| Zawodnik             | Konkurencja | Eliminacje       | 1/8              | Ćwierćfinał      | Półfinał         | Repasaż 1        | Repasaż 2        | Finał/BM            | Finał/BM | Źródło                  |
| Zawodnik             | Konkurencja | Przeciwnik Wynik | Przeciwnik Wynik | Przeciwnik Wynik | Przeciwnik Wynik | Przeciwnik Wynik | Przeciwnik Wynik | Przeciwnik Wynik    | Miejsce  | Źródło                  |
| -------------------- | ----------- | ---------------- | ---------------- | ---------------- | ---------------- | ---------------- | ---------------- | ------------------- | -------- | ----------------------- |
| Asadułła Łaczinau    | - 57 kg     | Ansari W 14-4    | Higuchi P 0-10   | NQ               | NQ               | Yang K-i P 2-6   | NQ               | NQ                  | 7.       | [ 202 ] [ 203 ] [ 204 ] |
| Amarhadży Mahamiedau | - 86 kg     | Kachidze W 3-1   | Cox 'P 1-3       | NQ               | NQ               | NQ               | NQ               | NQ                  | 9.       | [ 205 ] [ 206 ] [ 207 ] |
| Ibrahim Saidau       | - 125 kg    | BYE              | Szabanbaj W 7-0  | Akgül P 0-11     | NQ               | BYE              | Czuluunbat W 4-1 | Berianidze W 4-12-2 | 3.       | [ 21 ] [ 22 ] [ 23 ]    |

Styl klasyczny
| Zawodnik               | Konkurencja | 1/16             | 1/8              | Ćwierćfinał       | Półfinał         | Repesaż 1        | Repesaż 2        | Finał/BM         | Finał/BM | Źródło                  |
| Zawodnik               | Konkurencja | Przeciwnik Wynik | Przeciwnik Wynik | Przeciwnik Wynik  | Przeciwnik Wynik | Przeciwnik Wynik | Przeciwnik Wynik | Przeciwnik Wynik | Pozycja  | Źródło                  |
| ---------------------- | ----------- | ---------------- | ---------------- | ----------------- | ---------------- | ---------------- | ---------------- | ---------------- | -------- | ----------------------- |
| Sosłan Daurow          | - 59 kg     | BYE              | Berge P 0-3      | NQ                | NQ               | NQ               | NQ               | NQ               | 15.      | [ 208 ] [ 209 ] [ 210 ] |
| Dżawid Hamzatau        | - 85 kg     | BYE              | Peng W 4-0       | Hrustanović W 9-0 | Bełeniuk P 0-6   | BYE              | BYE              | Bajrjakow W 4-1  | 3.       | [ 18 ] [ 19 ] [ 20 ]    |
| Cimafiej Dziejniczenka | - 98 kg     | Schön P 1-3      | NQ               | NQ                | NQ               | NQ               | NQ               | NQ               | 14.      | [ 211 ] [ 212 ] [ 213 ] |

Kobiety
| Zawodniczka       | Konkurencja | Eliminacje          | 1/8                 | Ćwierćfinał         | Półfinał            | Repasaż 1           | Repasaż 2           | Finał/BM            | Finał/BM | Źródło                  |
| Zawodniczka       | Konkurencja | Przeciwniczka Wynik | Przeciwniczka Wynik | Przeciwniczka Wynik | Przeciwniczka Wynik | Przeciwniczka Wynik | Przeciwniczka Wynik | Przeciwniczka Wynik | Miejsce  | Źródło                  |
| ----------------- | ----------- | ------------------- | ------------------- | ------------------- | ------------------- | ------------------- | ------------------- | ------------------- | -------- | ----------------------- |
| Maryja Mamaszuk   | - 63 kg     | BYE                 | Łarionowa W 8-2     | Johansson W 7-2     | Pirozhkova W 3-2    | BYE                 | BYE                 | Kawai P 0-6         | 2.       | [ 9 ] [ 10 ] [ 11 ]     |
| Wasilisa Marzaluk | - 75 kg     | BYE                 | Vescan W 5-0        | Gray W 3-1          | Wiebe P 1-3         | —                   | BYE                 | Zhang P 1-3         | 5.       | [ 214 ] [ 215 ] [ 216 ] |

### Żeglarstwo
Mężczyźni
| Zawodnik      | Konkurencja | Wyścig | Wyścig | Wyścig | Wyścig | Wyścig | Wyścig | Wyścig | Wyścig | Wyścig | Wyścig | Wyścig | Wyścig | Wyścig | Punkty | Finałowa pozycja | Źródło                  |
| Zawodnik      | Konkurencja | 1      | 2      | 3      | 4      | 5      | 6      | 7      | 8      | 9      | 10     | 11     | 12     | M      | Punkty | Finałowa pozycja | Źródło                  |
| ------------- | ----------- | ------ | ------ | ------ | ------ | ------ | ------ | ------ | ------ | ------ | ------ | ------ | ------ | ------ | ------ | ---------------- | ----------------------- |
| Mikita Cyrkun | RS:X        | 23     | 27     | 25     | 16     | 8      | 32     | 16     | 19     | 22     | 24     | 18     | 17     | NQ     | 215    | 22.              | [ 217 ] [ 218 ] [ 219 ] |

Kobiety
| Zawodniczka        | Konkurencja  | Wyścig | Wyścig | Wyścig | Wyścig | Wyścig | Wyścig | Wyścig | Wyścig | Wyścig | Wyścig | Wyścig | Punkty | Finałowa pozycja | Źródło                  |
| Zawodniczka        | Konkurencja  | 1      | 2      | 3      | 4      | 5      | 6      | 7      | 8      | 9      | 10     | M      | Punkty | Finałowa pozycja | Źródło                  |
| ------------------ | ------------ | ------ | ------ | ------ | ------ | ------ | ------ | ------ | ------ | ------ | ------ | ------ | ------ | ---------------- | ----------------------- |
| Tatjana Drozdowska | Laser Radial | 22     | 10     | 5      | 13     | 25     | 17     | 26     | 30     | 13     | 6      | NQ     | 137    | 19.              | [ 217 ] [ 220 ] [ 221 ] |